# Artūras Milaknis
Artūras Milaknis, né le 16 juin 1986, à Tauragė, en République socialiste soviétique de Lituanie, est un joueur lituanien de basket-ball. Il évolue au poste d'arrière.

## Palmarès
- Ligue baltique 2008, 2010, 2011
- Champion de Lituanie 2007, 2008, 2011, 2014, 2015, 2017, 2018, 2019, 2020 et 2021
- Coupe de Lituanie 2013, 2015, 2017, 2018, 2020, 2021, 2022